# Wangenheimsches Gericht
Das Wangenheimsche Gericht war eine territoriale Verwaltungseinheit der Ernestinischen Herzogtümer. Das Patrimonialgericht der Herren von Wangenheim gehörte ab 1640 zum Herzogtum Sachsen-Gotha, ab 1672 zum Herzogtum Sachsen-Gotha-Altenburg und ab 1826 zum Herzogtum Sachsen-Coburg und Gotha.
Bis zur Aufhebung der Patrimonialgerichtsbarkeit im Jahr 1839 bildete es den räumlichen Bezugspunkt für die Einforderung landesherrlicher Abgaben und Frondienste, für Polizei, Rechtsprechung und Heeresfolge.

## Geographische Lage
Die Orte des Wangenheimschen Gerichts lagen eingestreut zwischen den Ämtern Tenneberg und Gotha und dem Uetterodtschen und Hopffgartenschen Gericht im Westen des Herzogtums Gotha. Die Wangenheimschen Gerichtsorte lagen zwischen dem Nordrand des Thüringer Walds im Süden, den Hörselbergen und dem Hainich im Westen bzw. Nordwesten, dem Thüringer Becken und dem Westrand der Fahner Höhe im Osten. Flüsse im Amtsgebiet waren die Nesse, die Hörsel und die Emse. Die sechs Orte des Wintersteinschen Gerichts wurden wegen ihrer Lage am Thüringer Wald als „Walddörfer“ bezeichnet, die restlichen Orte wurden „Unterdörfer“ genannt.
Das Herrschaftsgebiet liegt heute im Westen des Freistaats Thüringen und gehört teilweise zum Landkreis Gotha und zum Wartburgkreis.

## Angrenzende Verwaltungseinheiten
Da die Orte des Wangenheimschen Gerichts eingestreut zwischen den Ämtern Tenneberg und Gotha, dem Uetterodtschen und Hopffgartenschen Gericht lagen, lassen sich die angrenzenden Verwaltungseinheiten nur grob bestimmen.
Es grenzte an folgende Verwaltungseinheiten:
- Norden: Amt Langensalza (Kurfürstentum Sachsen, ab 1815 zum preußischen Landkreis Langensalza), Craula (Hopffgartensches Gericht) und Wiegleben (Amt Gotha) (beide zum Herzogtum Sachsen-Gotha)
- Nordosten: Herrschaft Tonna (Grafen von Gleichen und Tonna, 1677 als Amt zum Herzogtum Sachsen-Gotha)
- Osten: Hopffgartensches Gericht und Amt Gotha (beide zum Herzogtum Sachsen-Gotha)
- Süden: Amt Tenneberg und Uetterodtsches Gericht (beide zum Herzogtum Sachsen-Gotha)
- Westen: Amt Eisenach und Herrschaft Farnroda (beide zum Herzogtum Sachsen-Eisenach)

## Geschichte
1133 wurde das Adelsgeschlecht von Wangenheim mit Lodewicus de Wangenheim als fuldischen Ministerialen erstmals urkundlich erwähnt, das Geschlecht bestand aber vermutlich schon einige Zeit vorher. Ausschlaggebend für den befestigten Stammsitz der Familie Wangenheim im gleichnamigen Ort Wangenheim dürfte die Kreuzung verschiedener Nord-Süd- und Ost-West-Verbindungen sowie die günstige Lage gewesen sein.
Die Herren von Wangenheim erbten 1305 Großenbehringen, Wolfsbehringen und die spätere Wüstung Westheim von den Herren von Brandenfels. Pfullendorf kam bereits 1297 in den Besitz der Wangenheimer. Der Thüringer Landgraf Albrecht belieh im Jahr 1305 die Herren von Wangenheim mit der Vogteigerechtigkeit zu Behringen. 1321 bekamen sie u. a. die Orte Haina, Oesterbehringen mit dem Leichberg, Lohhochheim, die Hälfte von Westhausen, Furthe, Pfullendorf, Hastrungsfeld und Tüngeda von den Grafen Friedrich und Hermann von Orlamünde zu Lehen. 1325 kam auch Heßwinkel in Wangenheimschen Besitz. Das Geschlecht der Herren von Wangenheim war ab 1370 Besitzer der Burg Sonneborn. 1411 wurden sie vom Abt von Fulda auch mit dem Ort Sonneborn belehnt. 1498 kauften sie den Ort von den Herren von Erffa. Er wurde unter beide Linien geteilt. Um 1527 kam Hütscheroda und 1580 der Erffaische Teil von Tüngeda an die Wangenheimer.
Die Familie von Wangenheim war zunächst frei, ab 1395 sind sie als Ministeriale (Landvögte) der Thüringer Landgrafen aus dem Haus Wettin bezeugt. Ab Mitte des 14. Jahrhunderts bildete das Geschlecht die beiden Hauptlinien Wangenheim und Winterstein. Die Wintersteiner Linie hatte ihren Stammsitz in der 1307 erbauten Burg Winterstein am Rand des Thüringer Waldes. Die in der Erbteilung zugefallenen Güter wurden in der Folgezeit durch Besitzungen in den Orten Sonneborn, Kälberfeld, Fischbach, Kahlenberg und Schönau vermehrt. Die Wangenheimer Linie hatte u. a. Besitz um Wangenheim und Behringen. Die Burg Wangenheim wurde im 16. Jahrhundert aufgegeben. Der Sitz der Wangenheimer Linie befand sich bis zur 1738 erfolgten Verlagerung nach Behringen im Ort Haina. Im 15. Jahrhundert kamen Hastrungsfeld und dessen Nachbarort Ettenhausen an die Herren von Herda, die auch als Burgherren der Brandenburg bei Lauchröden bekannt sind.
Die Lehnsoberhoheit über das Wangenheimsche Gericht lag seit 1640 beim Herzogtum Sachsen-Gotha und ab 1672 beim Herzogtum Sachsen-Gotha-Altenburg, bei dem sie auch nach dem „Gothaer Hauptrezess“ vom Jahre 1680 blieb. Nachdem die beiden Rittergüter im Ort Wangenheim in Konkurs geraten waren, kauften sie die Herren von Uechtritz (Fugaische Linie) im Jahr 1738, wodurch ihnen seitdem der halbe Ort gehörte. 1743 gelangten auch Haina und das Obergut Tüngeda in ihren Besitz, 1771 auch das Untergut Tüngeda. In Hochheim war die Gerichtsbarkeit zwischen den Herren von Uechteritz und Wangenheim geteilt. Die Herren von Wangenheim ließen bis 1743 ihre Gerichte gemeinschaftlich verwalten. Durch den in diesem Jahr erfolgten Separationsrezess bekam jedes der vier, später fünf wangenheimschen Güter eine eigene Gerichtsverfassung.
Ab 1826 gehörte das Wangenheimsche Gericht zum Herzogtum Herzogtum Sachsen-Coburg und Gotha. Nachdem die Herren von Wangenheim im Jahre 1839 ihre Patrimonialgerichtsbarkeit über die Gerichte Großenbehringen, Oesterbehringen, Sonneborn und Wangenheim an den Staat Sachsen-Coburg und Gotha abgetreten hatten, wurden diese Orte mit den landesherrlichen Dörfern Brüheim, Eberstädt, Friedrichswerth, Metebach und Neufrankenroda (bisher alle zum Amt Gotha) zum staatlichen „Gerichtsamt Wangenheim in Friedrichswerth“ zusammengeschlossen. Die Orte Burla, Craula, Ebenheim und Weingarten, welche bisher zum Hopffgartenschen Gericht gehörten, wurden 1839 ebenfalls diesem angegliedert. Das Wangenheimsche Gericht zu Winterstein, welches die sechs Walddörfer Winterstein (wangenheimscher Anteil), Fischbach, Sondra, Kälberfeld, Kahlenberg und Schönau (wangenheimscher Anteil) umfasste, kam 1839 hingegen an das staatliche „Gerichtsamt Thal“.
Bei der Verwaltungsreform im Herzogtum Sachsen-Coburg und Gotha im Jahr 1858 kam die Verwaltung dieser Orte an das Landratsamt Waltershausen. Dabei wurden die Gerichtsämter Wangenheim zu Friedrichswerth und Thal in reine Justizämter und 1879 in Amtsgerichte umgewandelt.

## Zugehörige Orte
Wangenheimische Gerichtsorte zu Großenbehringen
- Großenbehringen
- Hochheim (anteilig) (auch „Lohhochheim“ genannt)
- Pfullendorf (anteilig)
- Reichenbach (größtenteils)
- Westhausen (anteilig)
- Wolfsbehringen (anteilig)
- Vorwerk Heßwinkel
- Vorwerk Hütscheroda

Wangenheimische Gerichtsorte zu Oesterbehringen
- Oesterbehringen (größtenteils) und Klostergüter im Ort

Wangenheimische Gerichtsorte zu Sonneborn (I)
- Sonneborn (3/4)
- Nordhofen
- Reichenbach (anteilig)
- Wangenheim (anteilig)

Wangenheimische Gerichtsorte zu Sonneborn (II)
- Sonneborn (1/4)
- Hochheim (anteilig)
- Oesterbehringen (anteilig)
- Pfullendorf (anteilig)
- Reichenbach (anteilig)
- Wangenheim (anteilig)
- Westhausen (anteilig)
- Wolfsbehringen (anteilig)

Wangenheimische Gerichtsorte zu Winterstein
- Winterstein (wangenheimscher Anteil)
- Fischbach
- Kahlenberg
- Kälberfeld
- Schönau an der Hörsel (wangenheimscher Anteil)
- Sondra

Uechtritzische Gerichtsorte zu Wangenheim
- Wangenheim (1/2)
- Haina
- Hochheim (anteilig)
- Tüngeda mit Schloss Tüngeda

Herda-Brandenburgische Gerichtsorte
- Ettenhausen an der Nesse
- Hastrungsfeld

Die Einwohner des Orts Oesterbehringen eines Guts zu Großenbehringen, eines Guts zu Wolfsbehringen und eines Guts zu Reichenbach waren in Schuld- und Geldsachen an das Amt Eisenach im Herzogtum Sachsen-Weimar-Eisenach gewiesen.
Burgen und Schlösser
- Schloss Behringen
- Wasserburg Winterstein
- Gelbes Schloss in Sonneborn
- Wangenheimsches Schloss in Fischbach
- Schloss Tüngeda

Wüstungen
- Burg Sommerstein (bei Winterstein)
- Burg Kahlenberg
- Furthe (bei Pfullendorf)
- Hauthal (bei Hochheim)
- Riede (bei Behringen)
- Westheim (bei Wolfsbehringen)